# PySide
PySide是跨平台的圖形使用界面框架Qt的Python版本。

## 版本歷史
目前 PySide 共有三個版本:
- PySide supports Qt 4 (2009年8月)
- PySide2 supports Qt 5
- PySide6 supports Qt 6

在2009年8月，PySide首次發布。提供和PyQt類似的功能，並相容API。但與PyQt不同處為使用LGPL授權。